# Dodge Ramcharger

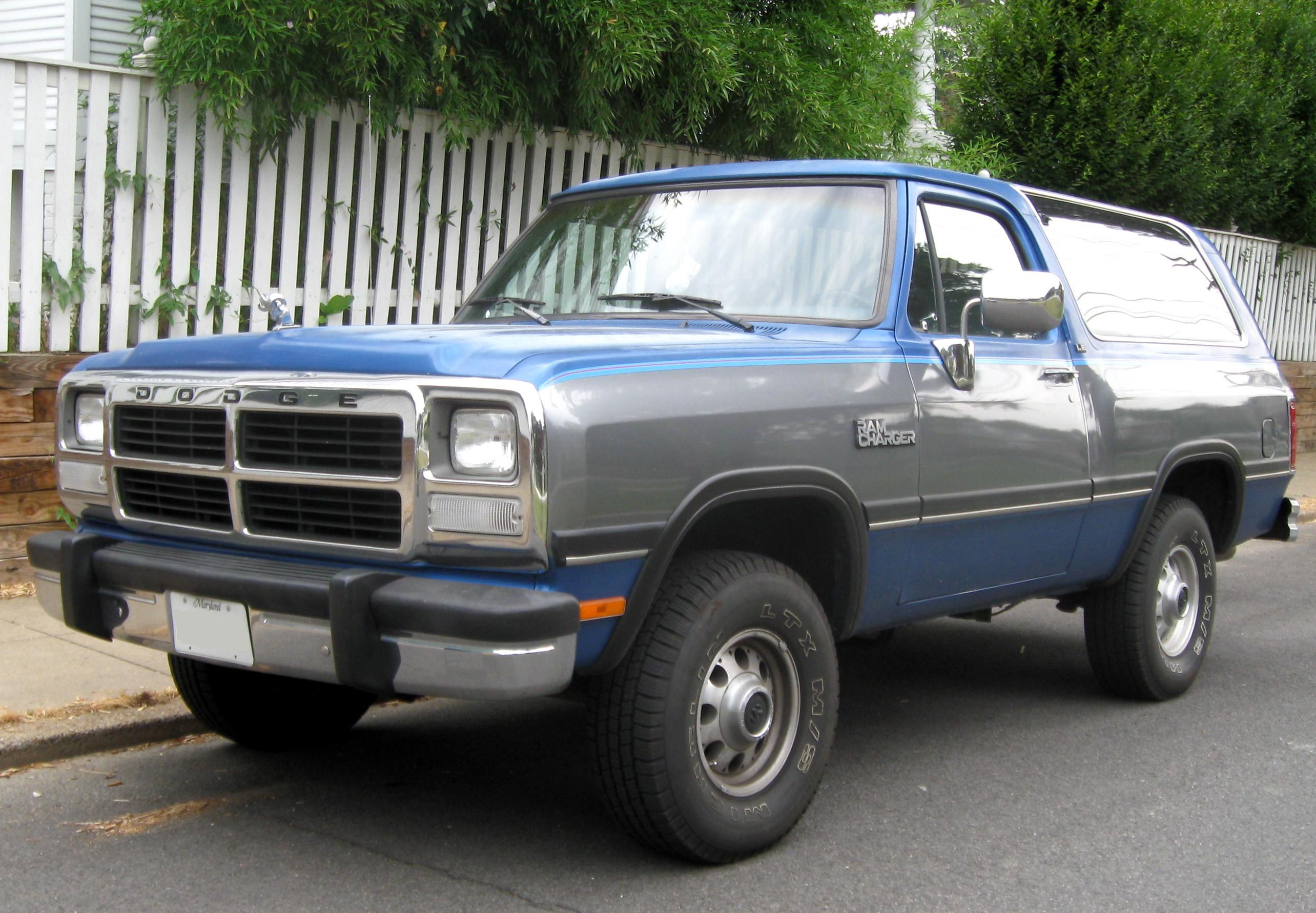
Dodge Ramcharger (segunda generación)

El Dodge Ramcharger es un vehículo utilitario deportivo construido por Dodge de 1973 a 1993 (y 1999 a 2002 en México), y sobre la base de una distancia entre ejes de la versión abreviada de la Dodge D Series / del chasis de la Dodge RAM camioneta. Hubo una versión de Plymouth, denominada Trailduster y se ofrece desde 1974 a 1981, fue sólo una SUV Plymouth.

## Primera y segunda generación
La Ramcharger se produjo principalmente como un tiempo completo de cuatro ruedas motrices del vehículo, aunque una versión de dos ruedas de disco estaba disponible a partir de 1975. Durante el desarrollo, que era conocido como el "Rhino". De 1973 al 1980 los modelos tienen un techo duro desmontable, aunque suave en la parte superior, el instalado de bolsa estaba disponible. El modelo de primer año se diferencia de los otros en que sus pilares de las puertas se unen a un techo desmontable. 
Al igual que muchos vehículos, la Ramcharger fue usada en rallyes , aunque su uso fue muy limitado. Se tuvo cierto éxito, como lo demuestra el logro el primer lugar en Sno * Drift en 1975. En 1978 y 1979 los caballos de fuerza de la CID 360 fue golpeado hasta 195 caballos de fuerza (145 kW). 1978 fue el año pasado para la CID 440, que por entonces sólo tienen que alargar 215 caballos de fuerza (160 kW). 
Las Ramchargers tempranas se ofrecen con un opcional de doble campana cucharada de la capilla con Ram Air, Tho Muy pocos se cree que han recibido la orden de la misma. Son muy similares a un 'Cuda Plymouth y Dodge Challenger "Shaker" Hood. 

## Tercera generación
En 1999, una nueva Ramcharger se produjo en México sobre la base de la segunda generación de a camioneta Ram y usando partes de las Dodge Ram camionetas y otros vehículos de Chrysler. Se vende sólo en México, donde la generación anterior Ramcharger había tenido bastante éxito, no se ofrecen en los EE. UU. Debido a esta y otras cuestiones, esta generación no disfrutó de la venta de las generaciones anteriores de Ramchargers. Desarrollado por el 5.9 y 5.2 (360 CID y CID 318) V8 Magnum y se ofrece sólo en versiones 2WD, que fue descontinuado en 2002. Una de las características más interesantes de esta generación era un pequeño asiento plegable en la zona de carga, frente a los costados, no un asiento de gran tamaño, por lo que es incómodo para los viajes largos. La puerta del portón trasero se tomó prestada de 1996-2000 del modelo de la Dodge Caravan. El mercado mexicano de la Ramcharger probablemente no fue comercializado en el US porque el mercado de los SUV fue favoreciendo 4 o SUV de 5 puertas en lugar de 2 puertas. Asimismo, DaimlerChrysler ya tenía dos SUVs de tamaño mediano con éxito (Jeep Grand Cherokee y Dodge Durango).